# 施文道
施文道是奥地利蒂罗尔州施瓦茨县的一个市镇。总面积17.36平方公里，总人口151902008人，人口密度8750115.7人/平方公里（2005年）。